# Marino Riccardi
Marino Riccardi, né le 9 juillet 1958 à Serravalle, est un homme d'État saint-marinais, membre du Parti des socialistes et des démocrates. Il est capitaine-régent du 1er octobre 1991 au  1er avril 1992 avec Edda Ceccoli, du 1er avril au 1er octobre 2004 avec Paolo Bollini et de nouveau du 1er octobre 2016 au 1er avril 2017 avec Fabio Berardi.
Il est le père de Dalibor Riccardi.